# Chris Campbell (zapaśnik)
Christopher Lundy „Chris” Campbell (ur. 9 września 1954 w Westfield) – amerykański zapaśnik w stylu wolnym. Najstarszy medalista amerykański w zapasach. Brązowy medal na Igrzyskach w Barcelonie 92 w wadze do 90 kg. Był członkiem ekipy olimpijskiej – Moskwa 1980, która nie pojechała na igrzyska z powodu ich bojkotu. Złoty medalista mistrzostw świata w 1981 roku, srebrny w 1990 roku. Srebrny medalista I
igrzysk i mistrzostw panamerykańskich z 1991 roku. Pierwsze miejsce w Pucharze Świata w 1981, 1984 i 1991; trzecie w 1993 roku.
Zawodnik University of Iowa. Trzy razy Big Ten Champion (1974,76,77). Dwa razy NCAA Champion. Od 2005 członek National Wrestling Hall of Fame.